# Encaminamiento jerárquico
Encaminamiento jerárquico es, en el ámbito de los protocolos de encaminamiento en internet, aquel basado en el direccionamiento jerarquizado.
La mayor parte del encaminamiento en TCP/IP se basa en la jerarquía de encaminamientos de dos niveles, según la cual una dirección IP se divide en una parte para la red y otra para el servidor. Los gateways usan únicamente la parte de la red hasta que una datagrama IP llega a un gateway que puede entregar el paquete directamente. Se pueden añadir niveles adicionales de encaminamiento utilizando subredes.

## Descripción
El enrutamiento jerárquico es el procedimiento para organizar enrutadores de forma jerárquica. Un buen ejemplo sería considerar una empresa [internet]. La mayoría de las intranets corporativas consisten en una red troncal de alta velocidad . Conectado a esta red troncal hay enrutadores que a su vez están conectados a un grupo de trabajo en particular. Estos grupos de trabajo ocupan una LAN única . La razón por la cual este es un buen arreglo es porque aunque haya docenas de grupos de trabajo diferentes, el lapso ( recuento de saltos máximo para obtener de un host a cualquier otro host en la red) es 2. Incluso si los grupos de trabajo dividieron su red LAN en particiones más pequeñas, el lapso solo podría aumentar a 4 en este ejemplo particular.
Considerar soluciones alternativas con cada enrutador conectado a cada otro enrutador, o si cada enrutador estaba conectado a 2 enrutadores, muestra la conveniencia del enrutamiento jerárquico. Disminuye la complejidad de la topología de red , aumenta la eficiencia de enrutamiento y causa mucha menos congestión debido a la menor cantidad de anuncios de enrutamiento. Con el enrutamiento jerárquico, solo los enrutadores centrales conectados a la red troncal conocen todas las rutas. Los enrutadores que se encuentran dentro de una LAN solo conocen las rutas en la LAN. Los destinos no reconocidos se pasan a la ruta predeterminada.
- Datos: Q12878103